# 애너스테이시야 졸로티치
애너스테이시야 졸로티치(영어: Anastasija Zolotic, 세르비아어: Анастасија Золотић, Anastasija Zolotić 아나스타시야 졸로티치, 2002년 11월 23일~)는 미국의 태권도 선수이다. 2020년 하계 올림픽에서 여자 -57kg급(페더급) 금메달을 획득하여 미국 여자 선수로는 최초로 올림픽 태권도 금메달을 획득했다.

## 같이 보기
- 올림픽 태권도 메달리스트 목록